# KSK Rochade Eupen-Kelmis
KSK Rochade Eupen-Kelmis ist ein Schachverein in Eupen in der Deutschsprachigen Gemeinschaft Belgiens. Der Klub gewann insgesamt acht belgische Landesmeisterschaften.

## Geschichte des Vereins
KSK Rochade Eupen Kelmis entstand 1989 durch die Fusion von SK Rochade Eupen und SK Kelmis aus der Stadt Eupen und der Gemeinde Kelmis.
Der Schachverein SK Rochade Eupen wurde 1958 gegründet. 1960 organisierte er ein lebendiges Schachspiel, bei dem Georg Kieninger gegen Albéric O’Kelly de Galway spielte. 1969 startete SK Rochade Eupen in der 3. Division der belgischen Interclub-Liga und stieg 1974 in die 2. Division auf. 1978 richtete er die belgische Einzelmeisterschaft aus (Sieger Richard Meulders) und stieg in die 1. Division auf. 1979 stieg der Verein wieder in die 2. Division ab. Nach der Fusion stieg der SK Rochade Eupen-Kelmis 1991 erneut auf und spielt seitdem in der 1. Division. Zwischen 1994 und 2001 wurde der Verein achtmal belgischer Mannschaftsmeister in Folge. Seit 1995 hat er insgesamt siebzehn Mal am European Club Cup teilgenommen. 1996 erreichte der Verein das Finale der Vorrunde in Paris, qualifizierte sich für die Endrunde in Budapest und wurde 14. von 16 Mannschaften. 1991 bis 2000 veranstaltete der Verein jährlich das internationale CERA Chess Open als Active-Chess Turnier in Eupen. 1994, 1997 und 1999 richtete er die Vorrunde des European Club Cups aus. 2003 organisierte er die belgische Einzelmeisterschaft in Eupen (Sieger Geert Van der Stricht bei den Männern, Irina Gorshkova bei den Frauen), sowie 2008 (Sieger Bruno Laurent bei den Männern und Wiebke Barbier bei den Frauen). Mit dem 50-jährigen Bestehen wurde der Verein im Jahr 2008 königlich und heißt seitdem Königlicher Schachklub Rochade Eupen-Kelmis. Das 50-jährige Bestehen wurde gefeiert, unter anderem organisierte der Verein ein Unterwasserschachevent.
Seit 2012 ist Eckhard Rößler Präsident des Vereins. Zuvor war es seit 1968 Günter Delhaes, der bereits mehrfach auch Präsident des Königlichen Schachbunds Belgien war. Zu den bekannten Schachspielern, die für KSK Rochade Eupen-Kelmis gespielt haben, gehören Sjarhej Asarau, Konstantin Assejew, Alexander Berelowitsch, Vladimir Chuchelov, Norbert Coenen, Rustem Dautov, Jean-Marc Degraeve, Alexandre Dgebuadze, Serhij Fedortschuk, Michael Feygin, Thomas Fiebig, Igor Glek, Michail Gurewitsch, Florian Handke, Mychajlo Holubjew, Achim Illner, Arkadius Georg Kalka, Andrej Kawaljou, Igor Khenkin, Oleg Korneev, Erwin l’Ami, Daniel Alsina Leal, Felix Levin, Olivér Mihók, David Miedema, Parimarjan Negi, Igor Rausis, Alexander Rjasanzew, Matthias Röder, Mihail Saltaev, Anastassija Sawina, Daniel Schlecht, Bernd Schneider, Christian Seel, Sebastian Siebrecht, Hans-Hubert Sonntag, Rafael Vaganian, Loek van Wely und Luc Winants.

## Erfolge
- 1994–2001 achtmal Landesmeister von Belgien[2]
- 1994–2009 und 2011 siebzehn Mal Teilnehmer am European Club Cup[3]